# Bolbometopon muricatum
Bolbometopon muricatum är en fiskart som först beskrevs av Valenciennes, 1840.  Bolbometopon muricatum ingår i släktet Bolbometopon och familjen Scaridae. IUCN kategoriserar arten globalt som sårbar. Inga underarter finns listade.